# Hotel Focus w Łodzi
Hotel Focus  – trzygwiazdkowy hotel w byłej fabryce Towarów Bawełnianych Juliusza Kindermanna w Łodzi przy ulicy Łąkowej 23/25.

## Historia hotelu
Juliusz Kindermann wybudował w 1897 roku Fabrykę Towarów Bawełnianych. W budynku fabryki znajdowały się przędzalnia i tkalnia.
Fabryka to czterokondygnacyjny duży budynek flankowany wysokimi wieżami, stylizowany na budowlę obronną. Zwieńczenia są otoczone stylizowanymi blankami i gzymsami. No środku fasady widnieje data budowy i monogram Kindermanna. Elewacja przędzalni pokryta była jasnymi tynkami, w odróżnieniu od surowych ceglanych faktur, tak charakterystycznych dla zakładów Poznańskiego, Scheiblera czy innych.
Ostatnim właścicielem fabryki była spółka Rena-Kord, która sprzedała ją firmie z Bydgoszczy. Firma ta przekształciła budynek wpisany do rejestru zabytków na hotel. Uroczystego otwarcia dokonano 11 września 2006 roku. 1 maja 2007 roku nazwę hotelu ze "Sporting" zmieniono na "Focus".
Budynek wpisany jest do rejestru zabytków pod numerem A/283 z 27.12.1982.